# Lophogallus naranbulakensis
Lophogallus naranbulakensis — викопний вид куроподібних птахів родини фазанових (Phasianidae), що існував у ранньому міоцені в Східній Азії. Скам'янілі рештки знайдено у відкладеннях формації Наран Булак в Монголії.